# Kevin Tkachuk
Pas d'image ? Cliquez ici

a Compétitions nationales et continentales officielles uniquement.

b Matchs officiels uniquement.
Dernière mise à jour le 3 mai 2023.
Kevin Tkachuk, né le 11 septembre 1976 à Thompson (Manitoba, Canada), est un joueur international canadien de rugby à XV évoluant au poste de pilier.

## Carrière

### En club
- Université d'Oxford  Angleterre
- Glasgow Warriors  Écosse

### En équipe nationale
Kevin Tkachuk fait ses débuts avec l'équipe du Canada, le 20 mai 2000, contre les Tonga. 

## Sélection nationale
- 55 sélections en équipe du Canada dont 5 fois capitaine
- 5 essais
- 25 points
- 6 capitanats
- Nombre de sélections par année : 6 en 2000, 2 en 2001, 5 en 2002, 11 en 2003, 5 en 2004, 6 en 2005, 3 en 2006, 2 en 2007, 5 en 2008, 8 en 2009 et 2 en 2010

- participation à la Coupe du Monde 2003 (4 matchs disputés, 1 comme titulaire).
- Sélectionné pour la Coupe du Monde 2007 (0 match disputés)